# خانه حاجی مهیا
خانه آقای حاجی مهیا مربوط به دوره قاجار است و در شیراز ـ محله بی بی دختران، خیابان لطفعلیخان زند واقع شده و این اثر در تاریخ ۲۶ اردیبهشت ۱۳۵۷ با شمارهٔ ثبت ۱۶۰۲ به‌عنوان یکی از آثار ملی ایران به ثبت رسیده است.